# Distributeur (automatisme)
Dans les systèmes automatisés, le distributeur est l'élément de la chaîne de transmission d'énergie utilisé pour commuter et contrôler la circulation des fluides sous pression,,. Bien que certains capteurs fonctionnent sur les mêmes principes, on réserve plus particulièrement ce terme au pré-actionneur alors équivalent du relais pour l'électricité.
Généralement constitué d'un tiroir qui coulisse dans un corps, il met en communication des orifices (connectables ou non) suivant plusieurs associations. Le tiroir peut être actionné par un levier, une bobine, un piston, ou un ressort de rappel (pour ceux disposant d'une position neutre ou stable). 
Le tiroir possède un jeu fonctionnel qui laisse passer une légère fuite. Les distributeurs à clapet ou les cartouches logiques suppriment cet inconvénient.

## Classification et Représentation

### Types de distributeurs

Représentation schématique des principaux distributeurs selon le nombre d'orifices et le nombre de positions

On distingue les distributeurs d'abord par le nombre d'orifices et le nombre de positions, puis la nature des commandes, la gestion du flux de puissance ("tout ou rien" ou progressif).
Le nombre d'orifices est le nombre de conduites (connectables ou non) sortant du corps du distributeur. Il y en a donc au moins deux.
Le nombre de positions correspond au nombre de situations du composant. Pour chaque position, les conduites sont associées suivant une combinaison différente. Certains composants passifs (comme les clapets anti-retour  ou pressostat) sont considérés, du point de vue de la représentation comme des distributeurs à une position. Les cas courants comportent deux ou trois cases.
La désignation d'un distributeur se présente comme une fraction donnant le nombre d'orifices puis le nombre de positions.
La représentation schématique des distributeurs est une juxtaposition de cases carrées: 
- Il y a autant de cases que de positions.
- Pour chaque position les flèches représentent les connexions internes reliant les orifices. La flèche donne le sens d'écoulement. On retrouve dans chaque case un même emplacement pour chaque orifice. Un orifice orphelin est marqué par un bouchon en forme de T.

### Raccordement

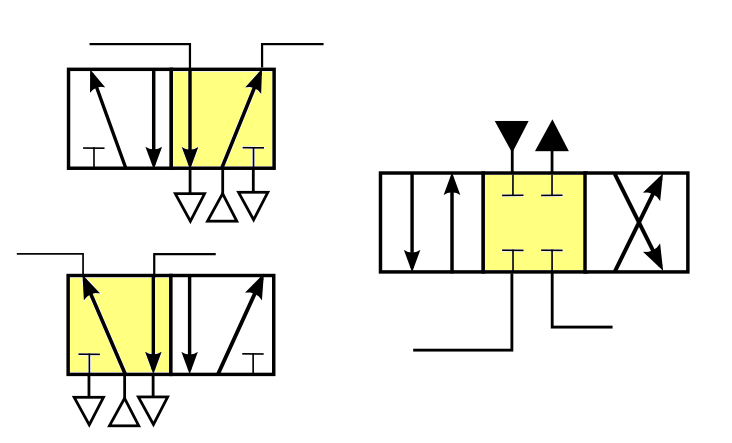
Exemples de raccordement des orifices sur la case active (ici en jaune)

À l'extérieur, dans le prolongement des orifices, on représente les conduites amenant le fluide. 
- Elles sont obligatoirement raccordées à la même case associée à la position de référence, appelée position active pour le composant mais position initiale pour le système.
- La source de pression et l'échappement sont identifiables par leur symbole spécifique qui simplifie le schéma global.
- Les autres conduites sont représentées par un trait simple reliant deux composants.
- Les conduites auxiliaires sont représentées en trait interrompu (pointillé).

### Commandes ou pilotages

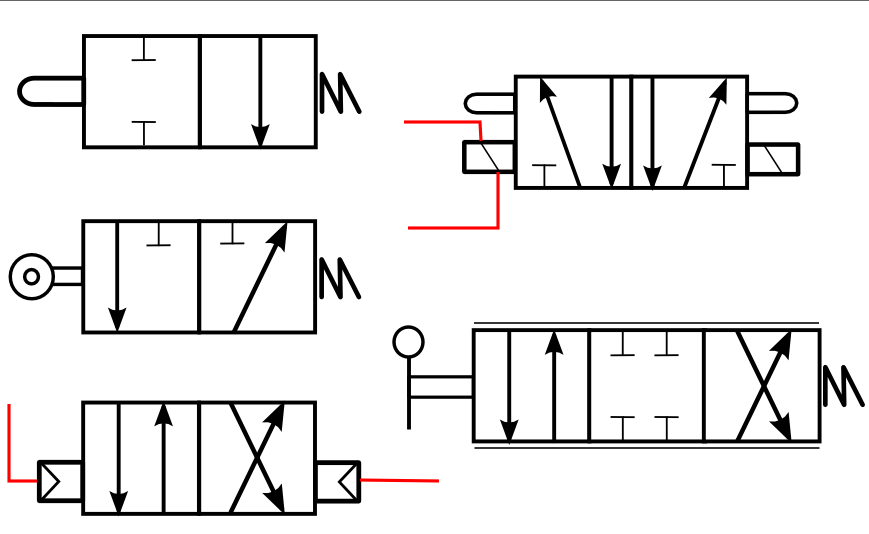
Exemples de commandes sur différents modèles de distributeurs

Sur le côté libre des cases, le dispositif de commande est représenté dans le respect des conventions. Les codes de représentation sont sensiblement les mêmes que pour les composants électrotechniques.
La nature des commandes peut être très variée, simple ou parfois multiple:
- commande manuelle par poussoir, coup de poing, levier ou pédale,
- commande électrique par solénoïde,
- commande hydraulique ou pneumatique,
- commande mécanique pour les capteurs,
- commande par ressort (il s'agit alors de distributeurs monostables).

Par défaut, la case centrale correspond à une situation stable, forcée par un ou plusieurs ressorts.

#### Exemples présentés, et usage
L'illustration de la section ci-dessus donne la représentation de cas très courants, et leur emploi :
- 2/2 NO monostable par bouton poussoir : bouton de commande.
- 3/2 NF capteur à galet : détection de présence mécanique
- 4/2 à commandes pneumatiques : alimentation de vérin à double effet
- 5/2 à commandes électriques ou manuelles : alimentation de vérin à double effet, pilotage direct par automate.
- 4/3 à commande par levier et sortie progressive (joystick) : commande d'engin hydraulique

Même si sur le plan théorique, certains capteurs ou boutons de commande fonctionnent comme des distributeurs, ils sont très différents technologiquement des composants de puissance. En pratique, on ne désigne par distributeur que les préactionneurs chargés de contrôler l'énergie envoyée aux vérins et autres moteurs.

### Sens d'action
Pour les distributeurs monostables à deux positions, donc à rappel par ressort, on distingue deux familles suivant que la puissance est délivrée par défaut ou sur ordre :
- Distributeur normalement fermé (NF) : la sortie n'est pas alimentée en absence de consigne.
- Distributeur normalement ouvert (NO) : la sortie est alimentée en absence de consigne. Il faut donc commander la coupure d'énergie.

## Choix
Le choix du distributeur est fortement lié à son environnement d'implantation. Il faut tenir compte de :
- la nature du fluide : air ou huile,
- de la puissance requise par l'actionneur piloté, problème de débit éventuel,
- de la nature de l'énergie de commande : manuelle, électrique, pneumatique ou hydraulique,
- de l'action désirée : avec ou sans mémorisation, par défaut ou sur ordre.

Le tableau ci-dessous donne les choix technologiques les plus courants, en fonction de ces critères.
- Distributeur monostable
- Distributeur bistable
- Centre fermé (4/3 ou 5/3)
- Centre ouvert (4/3 ou 5/3)

Vérin simple effet :
- pneumatique : 3/2
- hydraulique : 3/2 ou 4/3 (orifice fermé)

Vérin double effet :
- pneumatique : 4/2, 5/2 ou 5/3
- hydraulique : 4/3

## Principaux distributeurs

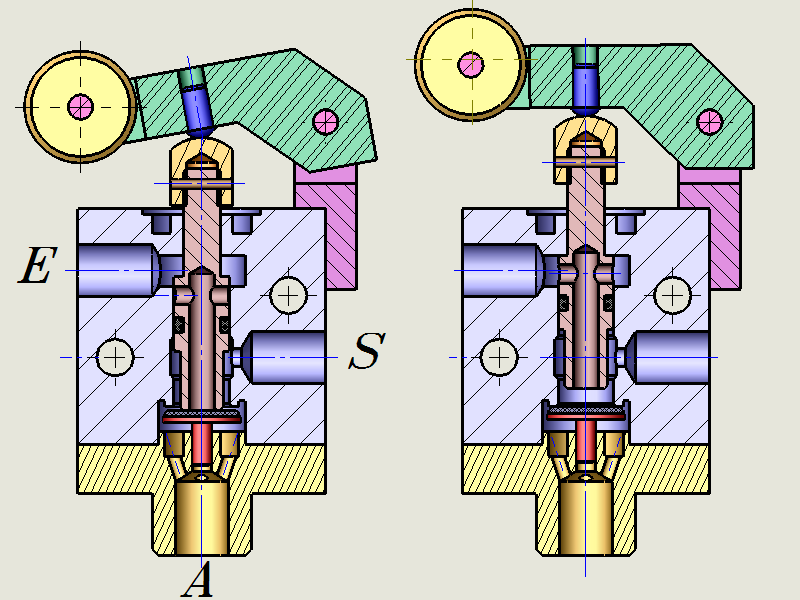
Vue en coupe de capteur à galet 3/2NF

- Distributeur 2/2
- Distributeur 3/2
- Distributeur 4/2
- Distributeur 5/2
- Distributeur 4/3
- Distributeur 5/3

## Distributeurs spéciaux
- Bloqueurs 3/2
- Sectionneur avancé
- Sectionneur général
- Démarreur point par point

## Cas particulier

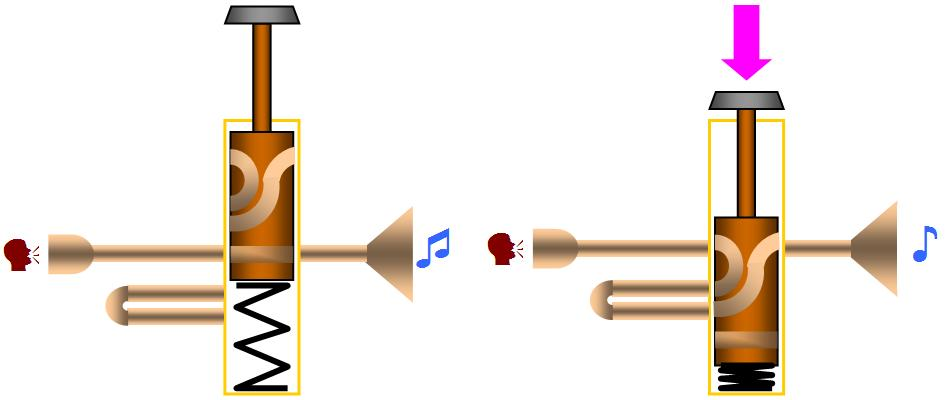
Le piston des cuivres est un distributeur

Le piston des trompettes et autres instruments de la famille des cuivres sont en réalité des distributeurs de type 4/2 monostables. Leur rôle est de provoquer temporairement un prolongement de la colonne d'air.